# Психрофиты

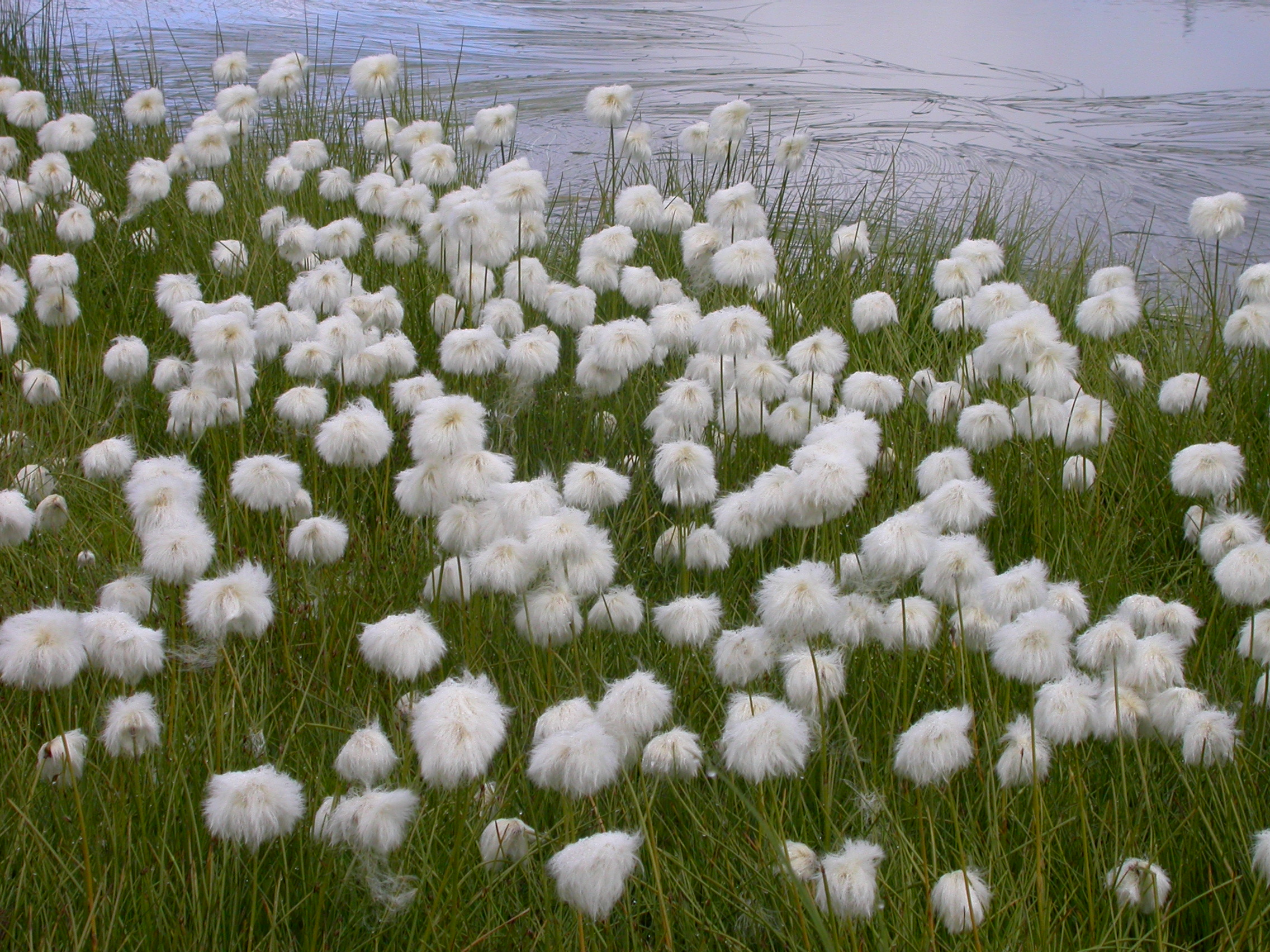
Пушица Шейхцера — пример психрофитного растения.

Психрофиты (от др.-греч. ψυχρός — холодный и φυτόν — растение) — растения, которые растут на влажных и холодных почвах. Примерами психрофитов являются дриада восьмилепестная, кедровый стланик и т. д.
В зависимости от увлажнения почвы психрофиты подразделяются на:
- Психрогигрофиты — холодостойкие гигрофиты, например: Eriophorum scheuchzeri Hoppe — Пушица Шейхцера
- Психрогигромезофиты — холодостойкие гигромезофиты, например: Kobresia royleana (Nees) Boeckeler — Кобрезия Ройля, или Кобрезия узкоплодная
- Психромезофиты — холодостойкие мезофиты, например: Ranunculus albertii Regel & Schmalh. — Лютик Альберта
- Психроксеромезофиты — холодостойкие ксеромезофиты, например: Sibbaldia tetrandra Bunge — Сиббальдия четырёхтычиночная

К психрофитам относятся как низшие растения (снежные и ледовые водоросли, наскальные лишайники), так и высшие, представленные различными жизненными формами (кустарник, кустарничек, полукустарник, многолетние травы и т.д.). Психрофиты приспособились к условиям высоких широт и высокогорья: продолжительной зимы, низких температур почвы и воздуха, сильных ветров, малого количества осадков, недостатка питательных веществ. Вследствие короткого вегетационного периода у психрофитов преобладает вегетативное размножение.